# 錢瀛選
錢瀛選（？—？），號東勃，浙江湖州府乌程县人，明末清初政治人物。同進士出身。

## 生平
崇祯三年（1630年）庚午科浙江鄉試第五名舉人，崇禎七年（1634年），登甲戌科會試第十三名，廷試三甲第六名進士，通政司观政，八月授行人司行人。

## 家族
曾祖錢文英，庠生；祖錢惠民；父錢大用。